# أبو بكر المنصوري
الدكتور أبو بكر المبروك المنصوري (بالعربية: أبو بكر المبروك المنصوري) هو سياسي ليبي حيث شغل منصب أمين اللجنة الشعبية العامة التابعة للأمانة العامة للزراعة، والثورة الحيوانية والموارد البحرية. تشمل بعض من مسؤولياته معالجة المسائل المتعلقة بالأمن الغذائي، التنمية الزراعية وإدارة مشروع «النهر العظيم».

## الأنشطة
في 25 آذار2007 استضافت وزارة الزراعية الليبية ورشة عمل لمدة يومين نظمها اتحاد المغرب العربي حيث يجتمع خبراء من بلدان المغرب العربي لمناقشة المنافع الإقتصادية المترتبة على مكافحة التصحر ودراسة طرق إحياء الإهتمام وتشجيع الإستثمار في المنطقة. حيث قام خبراء من تونس، المغرب، الجزائر، موريتانيا، وليبيا بتقديم بحوث ذات صلة، وتبادل الخبرات ومختلف الإستراتيجيات.
وقال الدكتور المنصوري خلال خطابه الإفتتاحي أن ظروف الطقس القاسية للمناطق الصحراوية والنقص الحاصل في الموارد لها تأثير مباشر على برامج التنمية الزراعية * في المنطقة ويشكل تهديدا على إنتاج الاغذية في دول المغرب العربي. وأضاف أن،" الممارسات الزراعية الغير مناسبة وسوء استخدام الأراضي ومياه الري. قد ساهمت في زيادة التصحر."

## علاقات عمل
يعمل المنصوري عن كثب مع المهندس عدنان جبريل، وهو مدير التنمية الزراعية في اللجنة الشعبية العامة للزراعة. ومن بين الشركاء الآخرين «تكنوفارم الدولية»، والتي هي شركة زراعية أميركية تعمل في ليبيا.